# Primavera (Alma-Tadema)
Primavera (Spring) è un dipinto ad olio su tela (178,4x80,3 cm) realizzato nel 1894 dal pittore Lawrence Alma-Tadema e conservato al Getty Museum di Los Angeles.

## Storia
Lawrence Alma-Tadema impiegò quattro anni a completare il dipinto e, una volta terminato verso la fine del 1894, fu venduto al banchiere tedesco Robert von Mendelssohn. L'anno successivo fu esposto alla Royal Academy of Arts in occasione della loro annuale mostra estiva, mentre nel 1899 fu presentato al Große Berliner Kunstausstellung di Berlino e poi nel 1900 in occasione dell'Esposizione di Parigi. Il quadro si rivelò essere di grande successo, come attesta l'elevato numero di riproduzioni dell'epoca.
Successivamente il quadro fu acquistato da Charles Yerkers nel 1901 e alla sua morte fu venduto all'American Art Association. Nel 1912 fu comprato dall'imprenditore Thomas F. Cole, che lo prestò al Museo d'arte di Toledo in occasione della loro mostra inaugurale; dopo essere passato di mano ancora alcune volte, nel 1972 fu acquistato dal J. Paul Getty Museum.

## Descrizione
Il dipinto rappresenta una processione di donne e bambini lungo una via di Roma mentre scendono degli scalini di marmo. Degli spettatori esultano e lanciano fiori dagli edifici circostanti. Le donne in processione indossano ghirlande di fiori sgargianti e alcune di loro portano cestini contenenti dei fiori, mentre altre suonano flauti e tamburelli. Verso la fine della processione un sacerdote con la barba regge un'urna di metallo e intorno a lui altri accoliti che stanno uscendo dal tempio reggono un cestino, una torcia, un altare portatile in avorio.
Due coppie di fedeli portano in processione due statue argentee raffiguranti un satiro che porta sulle spalle un bambino e regge della frutta. In mezzo alle due coppie altri due fedeli reggono uno stendardo ce riporta i versi di Catullo (Carmina, VIII): "Hunc lucum tibi dedico consecroque, Priape / qua domus tua Lampsacist quaque silva, Priape/ nam te praecipue in suis urbibus colit ora / Hellespontia ceteris ostreosior oris".
L'ambientazione non rappresenta alcuna strada di Roma, ma è un capriccio: in fondo a destra si scorge un arco di trionfo con un'iscrizione che risulta essere quella dell'Arco di Traiano a Benevento, ma con decorazioni di divinità marine che ricordano invece quelle dell'Arco di Costantino; tuttavia le decorazioni comprendono anche una pecora e un toro (che rappresentato i mesi di aprile e maggio). Un edificio a sinistra presenta un fregio decorato con immagini da centauromachia, mentre due statue equestri sullo sfondo sono copie bronzee di statue di marmo che si trovano a Pompei.
Il dipinto è ancora nella sua cornice originale, progettata dallo stesso Alma-Tadema. La parte superiore del telaio riporta il titolo dell'opera, Spring, mentre su quella inferiore sono incisi quattro versi di Algernon Charles Swinburne, tratti dalla sua poesia del 1865 "Dedication": 
In a region of shadowless hours, 

Where earth has a garment of glories 

And a murmur of musical flowers»

## Stile
I critici d'arte hanno studiato la composizione dei fiori, arrivando alla conclusione che essi non seguono le regole del linguaggio dei fiori vittoriano, ma furono scelti dall'autore per il loro colore. La festività rappresentata non corrisponde ad alcuna celebrazione religiosa romana e fa invece riferimento all'usanza dei bambini vittoriani di raccogliere fiori per il calendimaggio, re-immaginata in chiave romane come un'ideale rappresentazione di una festività come cerealia, floralia o ambarvalia.
Molti dei personaggi dipinti nell'opera sono amici e parenti dell'artista, tra cui il compositore George Henschel (l'uomo barbuto sulla balconata in altro a destra). Un busto marmoreo sulla balaustra a sinistra, proprio accanto alla data e firma ("L Alma Tadema Op CCCXXVI"), invece, potrebbe essere un autoritratto dello stesso Alma-Tadema.

## Nella cultura di massa
Il dipinto è stato d'ispirazione a Cecil B. DeMille per la scena del trionfo di Cesare nel film Cleopatra (1934).